# Sérénade pour cordes (Dvořák)
Pour les articles homonymes, voir Sérénade et Sérénade pour cordes.
La sérénade pour cordes ou sérénade pour cordes en mi majeur B. 52 (opus 22) est une sérénade pour orchestre à cordes, en cinq mouvements, composée au printemps 1875 par le compositeur tchèque Antonín Dvořák (1841-1904). Créée le 10 décembre 1876 au Théâtre national de Prague sous la direction d'Adolf Čech, elle est l'une de ses œuvres orchestrales les plus populaires à ce jour (en particulier pour son deuxième mouvement Tempo di valse). 

## Histoire
Après avoir occupé dix ans le poste d'alto solo de l'orchestre du Théâtre national de Prague, où il joue le répertoire lyrique et symphonique européen sous la baguette de chefs d'orchestre prestigieux tels Richard Wagner, Bedřich Smetana, ou Franz Liszt et après avoir composé ses premières œuvres ambitieuses à partir de 1865, Dvořák démissionne de l'orchestre en 1871 pour se consacrer à la composition musicale. Il vit de leçons particulières qu'il donne et d'un poste d’organiste d’église. Ses premiers succès locaux et débuts de notoriété de compositeur de 1873 lui valent l'obtention durant cinq ans d'une confortable bourse d'études d'État de l'Empire austro-hongrois (dont son ami Johannes Brahms de Vienne est membre du jury). Âgé de 33 ans en 1875, il épouse son élève au piano Anna Čermáková, dont naît le premier de leurs neuf enfants. Il compose alors cette sérénade pour cordes en une douzaine de jours (du 3 au 14 mai) imprégnée de son bonheur de vivre de cette période heureuse de sa vie, et du romantisme allemand et slave de son époque dont il est l'un des maîtres (vie musicale à l'époque romantique). Son Tempo di valse est un mélange de gaieté, de mélancolie, de valse, et de mazurka slaves de ses origines. Il compose durant cette même année prolifique sa symphonie nº 5 , son quintette pour cordes n°2, son trio de piano n°1, son grand opéra Vanda, ses duos de Moravie... et retravaille, amende, multiplie les corrections de nuances, et les coupures de partition de sa sérénade jusqu'à sa publication en 1879 par l’éditeur allemand berlinois Bote & Bock (il compose avec succès à cette période une seconde Sérénade en ré mineur, op. 44 - dite Grande sérénade - en 1877).

## Composition des 5 mouvements
1. Moderato
2. Tempo di valse
3. Scherzo Vivace
4. Larghetto
5. Finale - Allegro vivace

## Au cinéma
- 1990 : Le Loup blanc (film d'animation), de Tsuneo Maeda
- 2009 : Victoria : Les Jeunes Années d'une reine, de Jean-Marc Vallée[7]
- 2010 : Pièce montée, de Denys Granier-Deferre, avec Jérémie Renier et Jean-Pierre Marielle.